# Ben Hope
Ben Hope är ett berg i Storbritannien.   Det ligger i kommunen Highland och riksdelen Skottland, i den norra delen av landet, 800 km norr om huvudstaden London. Toppen på Ben Hope är 927 meter över havet.
Terrängen runt Ben Hope är huvudsakligen lite kuperad. Ben Hope är den högsta punkten i trakten. Trakten runt Ben Hope är nära nog obefolkad, med mindre än två invånare per kvadratkilometer. Närmaste större samhälle är Tongue, 13,1 km nordost om Ben Hope. Trakten runt Ben Hope består i huvudsak av gräsmarker.